# Brigians
|  | No s'ha de confondre amb Brigants, Brigantis, o Brixants. |

Els brigians o brigianis (en llatí Brigiani, Brigianii o Briganii) eren un poble alpí d'origen celto-lígur esmentat per Plini el vell a la transcripció que fa de les inscripcions del Trofeu dels Alps, aixecat per August per commemorar les seves victòries contra les tribus alpines. És possible que es tracti del poble que vivia a Brigantium, actual Briançon.